# Bruit de valeur

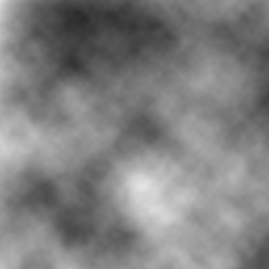
Résultat du bruit de valeur en 2D dans une texture.

Le bruit de valeur est une technique utilisée en informatique graphique afin de générer du contenu numérique de manière procédurale (texture, terrain, champ de forces, etc). Cette technique est homologue au bruit de Perlin mais reste néanmoins différente. Ces deux techniques ne doivent pas être assimilées : le bruit de Perlin est un bruit de gradient qui est différent d'un bruit de valeur.
Le bruit de valeur peut être utilisé dans plusieurs dimensions.
Afin de générer un bruit de valeur il nous faut un ensemble de valeur discrètes aléatoires qui détermineront les conditions initiales (seed en anglais). Cet ensemble de valeurs discrètes est représenté par un tableau à une dimension dans le cas d'un bruit en une dimension, un tableau à deux dimensions dans le cas d'un bruit à deux dimension, etc. À l'aide de ces valeurs discrètes il est possible de générer un signal qui sera à l'origine du bruit final. Ce signal peut être obtenu en effectuant une interpolation entre les valeurs discrètes. L'idée derrière le bruit de valeur tout comme le bruit de Perlin est de générer plusieurs octaves à l'aide du signal initial et de la seed, et de les sommer par la suite afin d'obtenir un bruit final mêlant des variations dans les basses fréquences ainsi que des variations dans les hautes fréquences.